# Ɓ
Cette page contient des caractères spéciaux ou non latins. S’ils s’affichent mal (▯, ?, etc.), consultez la page d’aide Unicode.
Ne doit pas être confondu avec la lettre latine B potence ‹ Ƃ, ƃ ›, la lettre cyrillique bé ‹ Б, б ›, ou la lettre géorgienne Nar ‹ ნ ›
Ɓ (minuscule ɓ), appelé B crosse ou B crocheté, est une lettre additionnelle qui est utilisée dans l'écriture de certaines langues d’Afrique de l’Ouest comme le peul, le haoussa, le balante, le bali, le bomu, le bwamu, le dan, le dangaléat, le douala, le gola, le gude, le kakabé, le kenga, le kimré, le kpèllé, le  loma, le tera ou le wamey ; dans certaines langues du Cameroun, comme le bafia, le bana, le dii, le dowayo, le hidé, le kako, le mafa, le masa, le moundang, le mousgoum, le ngizim, l’ouldémé, selon les règles de l’Alphabet général des langues camerounaises ; dans certaines langues du Tchad comme le barma ; dans certaines langues d’Afrique centrale comme le lobala ou le pagibete en République démocratique du Congo ; ou encore en bushi ou mahorais à Mayotte. Il est aussi utilisé en emberá chamí en Colombie. Sa forme minuscule est également utilisée par l'alphabet phonétique international.

## Utilisation

Variantes de la majuscule, la forme de droite avec une potence provient de l’Alphabet international africain de 1928 et est préférée en dan et kpèllé au Libéria.

Sa majuscule se retrouve avec deux formes principales :
- une forme avec une potence, retrouvée dans l’Alphabet international africain de 1928, dans les alphabets des langues du Liberia comme le dan, le kpèllé, le  loma, ou dans les anciens alphabets du ndau, du shona[1], du xhosa, du zoulou ;
- une forme avec un crochet à gauche, retrouvée dans les autres langues.

En Afrique du Sud, le shona, le xhosa et le zoulou ont utilisé la lettre ɓ dans leurs alphabets des années 1930 aux années 1950.

## Linguistique
Ɓ représente une consonne injective bilabiale voisée (précisément décrite par [ɓ] dans l'alphabet phonétique international).

## Variantes et formes
Le B crocheté a différentes formes pour sa majuscule.
| Majuscule | Minuscule | Description |
| --------- | --------- | --- |
|           |           | Forme majuscule basée sur le B majuscule. |
|           |           | Forme majuscule sans panse supérieure ni crochet mais avec une barre horizontale ; notamment utilisée au Liberia en dan gio, kpelle, loma et mano, et des années 1930 aux années 1950 aussi en shona, xhosa, zoulou. |
|           |           | Forme majuscule sans panse supérieure avec un crochet droit comme partie supérieure, notamment utilisée par Clement Doke ou Bertram H. Barnes en shona, ou encore en zoulou des années 1930 aux années 1950.         |

## Représentation informatique
Cette lettre possède les représentations Unicode suivantes :
| formes    | représentations | chaînes de caractères | points de code | descriptions                     |
| --------- | --------------- | --------------------- | -------------- | -------------------------------- |
| capitale  | Ɓ               | Ɓ                     | U+0181         | lettre majuscule latine b crosse |
| minuscule | ɓ               | ɓ                     | U+0253         | lettre minuscule latine b crosse |